# キャバン・サリバン
キャバン・サリバン（Cavan Sullivan, 2009年9月28日 - ）は、アメリカ合衆国ペンシルベニア州フィラデルフィア出身のプロサッカー選手。MLSネクストプロのフィラデルフィア・ユニオンII所属。ポジションはフォワード。

## 経歴
2020年よりフィラデルフィア・ユニオンのユースアカデミーに加入。2023年のジェネレーション・アディダスカップで優勝した。
2024年3月24日、リザーブチームのフィラデルフィア・ユニオンIIでプロデビューした。

## 代表歴
2023年にU-15アメリカ合衆国代表に選出され、CONCACAF U-15選手権に出場した。

## 家族
4人兄弟の末っ子で、家族全員がサッカー選手。長兄のクイン・サリバンは現在フィラデルフィア・ユニオンに所属している。また、従兄のクリス・オルブライトも元サッカー選手で、アメリカ合衆国代表で22試合に出場した。
母方の祖父はドイツ出身の社会科学者クラウス・クリッペンドルフで、祖母はバングラデシュの出身。